# Igreja de Nossa Senhora da Conceição (Conceição)
A Igreja de Nossa Senhora da Conceição é um templo católico localizado na antiga freguesia portuguesa de Conceição, no concelho de Faro, de que se conhece obras de reformulação nos finais da Idade Média, quando a população foi elevada à qualidade de freguesia.

## História
Quando esta igreja foi reconstruida, manteve a sua estrutura de uma única nave. O mesmo não aconteceu nas restantes freguesias rurais do concelho de Faro, como Santa Bárbara de Nexe e Estoi, que passaram a ter três naves. Isto justifica-se pela pequena dimensão que a localidade tinha, apesar de ter sido elevada a freguesia. Desta campanha de obras, sobreviveu a capela-mor, cuja cobertura outrora apresentou uma abóbada estrelada e um exuberante arco-triunfal, próprios da Arte Manuelina.
O Corpo da Igreja conta com cerca de 150 lugares sentados, e a capacidade para 50 lugares de pé. O presbitério está preparado para 12 pessoas. Na parte Sul do altar encontra-se uma porta que dá para a Sacristia. Na parte Norte, encontra-se uma outra porta que dá para uma sala das mesmas dimensões e que serve de arrumação e de sala de trabalhos manuais. Na continuidade desta sala, com o comprimento do corpo da Igreja, encontra-se a casa mortuária. Tem uma porta que dá para o exterior. Por esta sala se tem acesso à torre sineira.
O templo fica situado no centro da aldeia e é propriedade da Fábrica da Igreja, sendo assim a Sede da Paróquia de Nossa Senhora da Conceição. Foi classificada como Monumento de Interesse Público em Portugal pelo Instituto de Gestão do Património Arquitectónico e Arqueológico a partir de 11 de abril de 2013.

## Descrição
Na "Visitação de Igreja Algarvias da Ordem de Santo Tiago" encontra-se a seguinte descrição da Igreja, certamente uma das primeiras que deste templo foram feitas:
Esta Igreja está mea llegoa da Cidade, está situada llevante a ponente. Achou-se per Capellão a Pero Carvalhos, cerve de Vigário Pedónio da Ordem de Pedro, em de mantimento dous moios de trigo, em de obrigação domingos e festas. Visitaram-se os Sanctus Olleos, acharam-se em sua ambullas, bem levados, em sua cacha de torno em hum encasamento junto da pya. Visitou-se a pya de bautizar, achou-se limpa e fechada com huma tapa, está emtrando pella porta principal ao canto da parede da banda norte, está sobre uma vasa e colluna da mesma pedra, está cercada de grades à roda. A Capella desta Igreja he quadrada, d'abobeda de sinquo chaves. Arcos e represas de pedreira. Tem neçesidade de mandar conçertar a chave do meio per que está quebrada. As paredes são d'alvaneria, tem d'alto vinte seis palmos, se comprido vinte e um e o mesmo de llargo. He llageada. Nella hum altar d'alvaneria, tem de comprido onze palmos. D'alto hum emcasamento de madeira pintado e nelle imagem de Nossa Senhora, de pao, em huma das portas tem pintado San Joam Bautista, na outra a Conseissan, dentro e fors douradas.
O guardapó tem pintado a istória da Epifania. Os emcoroamentos dourados, tudo isto muito velho. Este altar está em hum tavolleiro de boa llargura, sobe-se a elle per seis degraos de pedreria que tomão a largura da capella. Da banda do sul vai hum portal redondo de pedreria com humas portas de castanho bem fechadas que mai para a samcrestia. São as paredes d'alveneria, madeirada de castanho, emcaniçada de três ágoas, o acham he argamaçado. Tem uma fresta, sem encerado nem vidraça, está dentro hum altar d'alvenaria sobre que se vestem. O arco desta capella he de pedreria redondo tem d'alto vinte e sinquo palmos, de llargo vinte, cõ suas grades de castanho bem fechadas.